# 도요토미 히데쓰구
도요토미 히데쓰구(일본어: 豊臣 秀次 토요토미 히데츠구[*], 1568년 ~ 1595년)는 센고쿠 시대부터 아즈치모모야마 시대까지의 무장, 다이묘이다. 도요토미 정권기에는 관백(関白)을 지냈다.
도요토미 히데요시의 누나 닛슈(日秀)의 아들로, 히데요시의 양자가 되었다. 통칭은 마고시치로(孫七郎), 아명은 지헤에(治兵衛). 미요시 야스나가(三好康長)에게 양자로 들어가 미요시 노부요시(三好信吉)라고 개명하였으나, 후에 하시바 히데쓰구(羽柴秀次)로 개명하였다.

## 가계
정실은 이케다 쓰네오키(池田 恒興)의 딸 와카고젠(若御前), 계실은 우대신(右大臣) 기쿠테이 하루스에(菊亭晴季)의 딸 이치노다이(一ノ台). 측실은, 모가미 요시아키(最上義光)의 딸 고고노쓰보네(小督局), 오시마 신자에몬(大島新左衛門)의 딸 오쿠니(お国) 등 이 있었다.

## 생애

### 전반생
에이로쿠(永禄) 11년(1568년), 하시바 히데요시의 누나·도모(とも)와 미요시 요시하루(三好吉房)의 장남으로 태어났다. 오다 노부나가(織田信長)의 아자이(浅井)공격의 때에, 미야베 게이준(宮部継潤)의 양자가 되어 미야베 요시쓰구(宮部 吉継)로 불렸다. 그 후, 노부나가가 개시한 시코쿠(四国) 공격에서, 히데요시가 시코쿠에 대한 영향력을 강화시키기 위해, 당시 아와 국(阿波国)에서 세력을 자랑하던 미요시 야스나가에게 양자로서 보내져, 미요시 노부요시라고 개명하였다. 덴쇼 10년(1582년) 6월 노부나가의 사후, 히데요시가 노부나가의 후계자로서의 지위를 확립하는 과정에서, 히데요시의 몇 안되는 친척으로서 중용되었다.
덴쇼 11년(1583년)의 시즈가타케 전투(賤ヶ岳の戦い)에 참전하여 무공을 세웠다. 덴쇼 12년(1584년)의 고마키·나가쿠테 전투(小牧・長久手の戦い)에도 참가해, 이 때 중간 휴식을 위해 미카와국(三河国)에의 별동기습대의 지휘관을 맡았으나, 역으로 도쿠가와 이에야스(徳川家康)군의 기습을 받아서 참패하여, 장인인 이케다 쓰네오키와 모리 나가요시(森長可)등을 잃고, 간신히 패주하였다. 이 때문에, 히데요시로부터 격한 질책을 받았다. 이시기에 하시바 히데쓰구로 개명하였다.
덴쇼 13년(1585년) 기이(紀伊) 사카이(雑賀)공격(센고쿠보리성 전투(千石堀城の戦い)), 시코쿠 공격에서는 전공을 세웠다. 이 때문에, 오미국(近江国) 가모 군(蒲生郡) 하치만(八幡)에 43만석을 받았다. 영내의 통치에도 선정을 베풀었다고 하며, 오미 하치만에서는 "물싸움 중재의 상(像)"등의 남겨진 일화가 구전되었다. 이것은 다나카 요시마사(田中吉政)등 가신의 공적이 크다고도 하나, 악정을 펼친 다이칸(代官)을 스스로 참수하거나 묘다이(名代, 대리)를 맡은 아버지 미요시 요시하루에 대해서 "믿음직스럽지 못하다"라는 평가를 받는 등 주체성을 발휘한 면도 전해지고 있어, 요시마사 등의 보좌를 받으면서, 서서히 그들을 잘 다루기에 이르렀다고 하는 것이 실상일 것이다.
덴쇼 18년(1590년)의 오다와라(小田原) 정벌에 참가하여, 이봉을 거부하고 개역당한 오다 노부카쓰(織田信雄)의 구령인 오와리국(尾張国)·이세국(伊勢国) 북부의 5군 등에서 100만석의 대영토를 받았다. 덴쇼 20년(1592년) "어가중인수비지차제(御家中人数備之次第)"에 가신단 구성이 기록에 있어, 오마마와리 히다리조나에(御馬廻左備) 219명의 구미가시라(組織)로서 오바도사(大場土佐), 오코비(御後備) 188명의 구미가시라로서 마이 효고(舞兵庫)의 이름이 적혀있다. 가사이·오사키잇키(葛西・大崎一揆)진압에서 무공을 세웠다.

### 최후
덴쇼 19년(1591년) 8월에 히데요시의 적장자·쓰루마쓰(鶴松)가 죽고나서 히데쓰구는 당해 11월 히데요시의 양자가 되어, 12월 관백에 취임한 동시에 도요토미 가문의 대표자가 되었다.
히데쓰구는 주라쿠다이(聚楽第)에 거주하며 정무를 집행했으나, 히데요시는 정권을 양도하지 않았기 때문에 이원정치(二元政治)가 되었다. 그 후, 가라이리에 전념하는 히데요시를 대신해 내정을 맡는 것이 많았다.
그러나 분로쿠(文禄) 2년(1593년) 도요토미 히데요리(豊臣秀頼)가 태어나자, 히데요시로부터 점차 소외받게 되었다. 히데요리와 히데쓰구의 딸을 혼약시키는 등 서로 교섭도 시도하였으나, 결국 분로쿠 4년(1595년) 7월 8일, 히데요시의 명령으로 고야 산(高野山)으로 추방되어, 젠코우(禅閤, 출가한 간바쿠)가 되어, 도요토미의 성으로부터 호우젠코우(豊禅閤)라고 불렸다. 같은 년 7월 15일에 할복을 명령받아 세이간사(青巌寺)・야나기(柳)의 사이에서 사망했다. 향년 28세, 사세구는 "물가 그림자의 소나무의 폭풍이나 친구 물떼새 살지 않게 된 구석의 포구(浦)(磯かげの松のあらしや友ちどり　いきてなくねのすみにしの".

### 사후
히데쓰구의 일족・처첩・자식・딸・가신의 다수가 숙청되었고, 히데쓰구의 목은 히데요시에 의해서 교토(京都)의 산죠가와라(三条河原)에 효시되었다. 유신(遺臣)의 다수는 이시다 미쓰나리(石田三成), 마에다 도시이에(前田利家), 도쿠가와 이에야스 등을 섬겼다.

## 히데쓰구 사건
분로쿠 4년(1595년), 히데쓰구는 히데요시에게 모반의 의심을 받았다. 7월 3일, 주라쿠다이에 사는 히데쓰구의 밑에 이시다 미쓰나리, 마에다 겐이(前田玄以), 마시타 나가모리(増田長盛)의 3명의 봉행(奉行) 외에, 미야베 게이준, 도미타 도모노부(富田知信, 부교 대행)을 합쳐 5명이 방문해, 히데쓰구에게 고야산으로 가도록 재촉하였다. 7월 8일에 히데쓰구는 모반에 관한 변명을 하기 위해, 히데요시가 사는 후시미성(伏見城)으로 향했으나, 후쿠시마 마사노리(福島正則)등에게 차단되어, 대면하지 못하고, 같은 날 고야산에 들어가, 그로부터 1주일 후인 15일에 히데쓰구가 있는 곳에 마사노리 등이 방문해, 히데쓰구에게 히데요시로부터 할복의 명령이 내려진 것을 전했고, 같은 날, 히데쓰구 및 히데쓰구의 시동들을 포함한 혐의가 있는 자들이 할복하였다. 히데쓰구는 사사베 시게마사(雀部重政)의 가이사쿠(介錯)에 의해 할복했고, 시게마사와 도후쿠지(東福寺)의 승려 · 겐류사이도(玄隆西堂)도 할복하였다. 히데쓰구 및 같은 날 자결한 관계자들의 유체는 세이간사에 묻혔고, 히데쓰구의 목은 산조가와라로 보내졌다.
그리고, 8월 2일에는 산조가와라에서, 히데쓰구의 가족 및 여인들도 처형당하게 되었고, 히데쓰구의 목이 자리잡은 무덤 앞에서 유아(遺児, 4남 1녀)및 정실 · 측실 · 시녀등 아울러 39명이 처형되었다. 약 5시간 걸쳐서 행해진 히데쓰구의 가족들의 처형 후, 그 유체는 한 곳에 매장되어, 이 매장지에는 히데쓰구의 목을 거둔 석궤(石櫃)가 놓여졌다. 그 후, 히데쓰구 등 일족의 매장지는 게이쵸(慶長) 16년(1611년), 호상(豪商)인 스미노쿠라 료이(角倉了以)에 의해서 재건될 때까지, 누구도 돌아보지 않고 방치되었다. 또, 히데쓰구에 관련된 다이묘는 감금되었고 주라쿠다이도 파각되었다.
단, 히데쓰구의 처자가 모두 죽게 된 것만은 아니다. 정실인 이케다 쓰네오키의 딸 · 와카고젠은 조명되어, 오빠 · 이케다 데루마사(池田輝政)의 아래로 돌려보내졌고, 도요토미 주마루(豊臣十丸)의 조모 기타노 소바이인(北野松梅院)도 죽음을 면했다. 직계의 친족에서는, 단노와 뎃사이 다카시게의 딸 · 고고노 쓰보네(小督の局)와의 딸로 생후 1개월이 된 오키쿠는 조부의 동생의 아들인 고토 오키요시(後藤興義)에게 맡겨져, 후에 사나다 노부시게(真田信繁)의 측실 · 류세이인(隆清院)의 된 딸과 그의 언니로 우메가코우(梅小路) 가문에 시집간 딸인 친자매도 난을 피했다.
히데쓰구 등의 처형에 관해서, 그 경위를 기록한 에마키(絵巻), 이야기・전설 등을 그림으로 그린 두루마리) "즈이젠사연기(瑞泉寺縁起)가 교토의 즈이젠사에 남아있다.

## 숙청의 이유
히데쓰구 숙청의 이유로, 다음과 같은 설을 든다.
- 친자식인 히데요리의 후사를 확실한 것으로 해, 히데쓰구의 자손을 근절시켜 직계 계승을 지키기 위해
- 히데요리 탄생 후로부터 주색에 빠져, 색광이 되었다는 설
- 히데요리의 생모 · 요도도노(淀殿)와 "오미파(近江派)"의 관리 이시다 미쓰나리 등에 대한 음모설
- 기쿠테이 하루스에(菊亭晴季)의 딸(이치노다이 · 히데요시의 측실이었으나 병을 얻어 관계를 끊고 친정으로 돌려보냈다.)를 처음보고, 하루스에와 상담해 히데요시에게 말하지 않고 측실로 들였으나, 이시다 미쓰나리의 참언으로 히데요시가 그것을 알고, 질투에 미쳐 죄상을 꾸며내 처단했다과 하는 설

## 히데쓰구 사건의 영향
시대상을 감안하더라도, 어떠한 소행을 했든 이미 출가한 사람에게 할복을 요구하는 자체가 생각할 수도 없는 일이었다. 나아가 요구를 받아들여 할복했음에도 불구하고 목을 효수하고 일족과 무리들을 처형했다는, 당시의 일본 윤리관과 사회 상식에 비추어도 '악역무도'라 할 이 처분은, 훗날 도요토미 정권에 안팎으로 큰 화근을 남겼다. 후지키 히사시(藤木久志)는 그 전까지 존재하던 도요토미 정권 내부의 대립이 이 히데쓰구 사건을 계기로 더욱 심화되었다고 평가하였다. 또한 히데쓰구 사건에 관련해 히데요시의 역정을 산 다이묘들은 대부분 훗날 세키가하라 전투에서 동군(도쿠가와 이에야스측)에 가담하게 되었다. 카사야 카즈히코(笠谷和比古)는 조선 침공을 둘러싸고 벌어진 이료파(吏僚派)와 무단파(武斷派)의 대립 등과 함께, 도요토미 가문 및 도요토미 가신단을 결정적으로 균열시킨 사건이 바로 이 히데쓰구 사건으로서, 이는 도요토미 정권의 정치적 모순의 하나로 훗날 세키가하라 전투의 한 원인이 되었다고 지적했다.
히데쓰구는 히데요시 만년의 도요토미 집안 친족 내에서는 거의 '유일하다'고까지 부를 수 있는 성인이었다. 후계자가 확정되지 못한 사이에 히데요시가 사망하기라도 하는 경우, 패권을 둘러싸고 히데요리와 대립하여 도요토미 집안의 분열을 일으킬 가능성도 없지는 않았다. 그러나 히데쓰구와 그의 자식들을 모조리 죽인 것은 얼마 되지도 않던 도요토미 집안의 친족을 더욱 더 약하게 만드는 결과를 가져왔다.

## 히데쓰구 할복의 주된 연좌자
할복
- 기무라 시게코레(木村重茲, 조명 후 자결)
- 기무라 시마노카미(木村志摩守, 사사賜死[2])
- 마에노 나가야스(前野長康, 조명 후 자결)
- 마에노 기게사다(前野景定, 사사)
- 하네다 마사치카(羽田正親, 사사)
- 핫토리 가즈타다(服部一忠, 사사)
- 와타라세 시게아키(渡瀬繁詮, 사사)
- 아카시 노리자네(明石則実, 사사)
- 히토쓰야나기 기유(一柳可遊, 사사)
- 아와노 히데모치(粟野秀用, 사사)
- 시라에 나리사다(白江成定, 사사)
- 구마가이 나오즈미(熊谷直澄, 사사)

그 외
- 미요시 요시후사(三好吉房, 가이에키·유배)
- 롯카쿠 요시사토(六角義郷, 가이에키)
- 기노시타 요시타카(木下吉隆, 가이에키·유배)
- 사토무라 죠하(里村紹巴, 칩거)
- 아사노 요시나가(浅野幸長, 유배 → 후에 복귀)
- 마시타 모리쓰구(増田盛次, 칩거 → 후에 복귀)
- 마에노 다다야스(前野忠康, 낭인)
- 다키가와 가즈토시(滝川雄利, 제봉除封)
- 아라키 모토키요(荒木元清, 추방)
- 기쿠테이 하루스에(菊亭晴季, 유배)
- 쓰씨미카도 아리스에(土御門久脩, 유배)

난을 피한 주요 인물 - 모가미, 호소카와, 다테 등은 도쿠가와 이에야스의 중재로 무사하였다.
- 도도 다카토라(藤堂高虎)
- 모리 데루모토(毛利輝元, 이 사건의 수모자의 한 사람이라고 하나, 히데쓰구로부터 많은 액수의 돈을 빌렸다.)
- 나카무라 가즈우지(中村一氏)
- 호리오 요시하루(堀尾吉晴)
- 야마우치 가즈토요(山内一豊)
- 다테 마사무네(伊達政宗)
- 모가미 요시아키(最上義光, 히데쓰구의 첩이 되었던 딸 고마히메(駒姫)가 사건에 연좌되어 처형당했다.)
- 다나카 요시마사(田中吉政)
- 호소카와 다다오키(細川忠興)

## 소문
사건 직전의 히데쓰구는 히에이(比叡) 산에서의 사슴 사냥이나 기분 내키는 대로 사람을 마구 죽이는 등의 도리를 저버린 행위, 밤길에 숨어서 지나가던 사람을 베는 짓을 일삼았다는 소문이 있어 '셋쇼칸파쿠(殺生關伯)'라는 이칭을 얻었다고 한다. 또한 어머니와 딸을 함께 간음했다는 등의 성적인 풍기문란설도 나돌았는데, 구교(公卿)인 기쿠테이 하루스에의 딸 이치노다이를 측실(후에 정실로 삼기는 하지만)로 맞아들여놓고 그녀의 의붓딸을 절에 불러 들여 함께 음탕하게 놀았던 것을 하루스에가 히데요시에게 직소했다고 한다.

## 같이 보기
- 고마키·나가쿠테 전투